# Kolumbijski departmani
Kolumbija je unitarna republika koju sačinjava 32 departmana (španjolski: Departamentos, jed. Departamento) i distrikta prijestolnice (Distrito Capital). Svaki departman ima guvernera (Gobernador) i skupštinu (Asamblea Departamental), izabrane na općim izborima za četverogodišnje razdoblje.
Departmani se sastoje od više općina (Municipios, jed. Municipio). Na čelu općine je gradonačelnik (Alcalde) i općinsko vijeće (concejo municipal), oba se biraju svake četiri godine.

## Popis departmana
Amazonas, Antioquia, Arauca,
Atlántico, Bolívar,
Boyacá,
Caldas,
Caquetá,
Casanare,
Cauca,
Cesar,
Chocó,
Córdoba, Cundinamarca,
Guainía,
Guajira,
Guaviare,
Huila,
Magdalena,
Meta,
Nariño,
Norte de Santander,
Putumayo, Quindío, Risaralda,
San Andrés, Santander, Sucre,
Tolima,
Valle del Cauca,
Vaupés,
Vichada.